# Al Harker
Al Harker (11 de abril de 1910 - 3 de abril de 2006) foi um futebolista norte-americano. Ele competiu na Copa do Mundo FIFA de 1934, sediada na Itália, na qual a seleção de seu país terminou na última colocação dentre os 16 participantes.